# São Pedro (Trancoso)
São Pedro is een plaats (freguesia) in de Portugese gemeente Trancoso en telt 1793 inwoners (2001).